# Sertula polonica
Sertula polonica là một loài thực vật có hoa trong họ Đậu. Loài này được (Pers.) Kuntze miêu tả khoa học đầu tiên năm 1891.